# Một cõi tâm linh
Một cõi tâm linh (tiếng Anh: A spiritual world hay Tolerance for the dead) là một bộ phim tài liệu sản xuất theo đơn đặt hàng của Channel 4 do Trần Văn Thủy biên kịch và đạo diễn. Phim hoàn thành và công chiếu lần đầu vào năm 1993.

## Nội dung
Bộ phim sưu tập, bàn bạc những câu chuyện về tâm linh, thờ cúng của người Việt Nam và sự đồng cảm của dân chúng Việt Nam với những người Mỹ có người thân qua đời trong chiến tranh.

## Sản xuất và công chiếu
Sau thành công gây tiếng vang với phim tài liệu Chuyện tử tế (1985), Trần Văn Thủy đã được các hãng phim, đài truyền hình quốc tế mời làm phim. Bộ phim đầu tiên ông làm theo đơn đặt hàng là Một cõi tâm linh theo lời mời từ đài Channel 4 (Anh). Từ năm 1992, ông đã bay sang Luân Đôn để bàn bạc việc làm phim. Khi trở về nước, ông tiếp tục giữ liên lạc với nhà đài thông qua đạo diễn người Anh Neil Gibson. Tuy nhiên do ông Gibson bị đột tử trong khách sạn nên văn thư gửi cho Trần Văn Thủy đã không đến được tay người nhận và bị công an Việt Nam thu giữ. Đạo diễn Rod Stoneman của Channel 4 sau đó đã viết thẳng một bức thư gửi cho nguyên Thủ tướng Võ Văn Kiệt để chuyển lá thư bị lưu giữ trên cho Trần Văn Thủy về việc làm phim. Vào ngày 27 tháng 1 năm 1992, Trần Văn Thủy được gọi lên Hội Điện ảnh Việt Nam để nhận bức thư với lời nhắn: "Làm hay không làm là tùy đạo diễn, đừng để họ nghĩ là nhà nước cấm cản". Sau sự kiện này, ông đã không gặp phải bất cứ trở ngại nào với việc làm phim hợp tác với nước ngoài cả dự án này lẫn các dự án khác.
Trần Văn Thủy là đạo diễn kiêm tác giả kịch bản phim, còn quay phim là Đỗ Khánh Tuấn và Nguyễn Thước. Ông đã có được sự hỗ trợ từ nhiều người suốt quá trình thực hiện bộ phim, trong số đó có Trịnh Công Sơn, em gái nhạc sĩ là Trịnh Vĩnh Thúy và nhà văn Tô Nhuận Vỹ. Ngoài các trường đoạn quay trong Sài Gòn, Huế, đoàn phim cũng di chuyển tới các nước Pháp, Đức, Ý, Anh, Mỹ để quay phần mộ của những nhân vật nổi tiếng như Karl Marx, Frédéric Chopin, Victor Noir,... Bộ phim với thời lượng dài 46 phút đã được hoàn thành vào năm 1993 và phát trên sóng truyền hình Anh cùng năm.

## Giải thưởng
| Năm  | Giải thưởng                            | Hạng mục      | Đề cử            | Kết quả | Tham khảo     |
| ---- | -------------------------------------- | ------------- | ---------------- | ------- | ------------- |
| 1995 | Giải thưởng Hội Điện ảnh Việt Nam 1994 | Phim tài liệu | Một cõi tâm linh | Giải B  | [ 11 ] [ 12 ] |